# Aaron Younger
Aaron Younger (Perth, 25 settembre 1991) è un pallanuotista australiano, centrovasca della Pro Recco e olimpionico con la propria nazionale a Londra 2012.

## Palmarès

### Club

#### Trofei nazionali
- Campionato italiano: 4

Pro Recco: 2021-2022, 2022-2023, 2023-2024, 2024-2025
- Coppa d'Ungheria: 7

Szeged: 2011, 2012, 2013
Szolnok: 2016, 2017
Ferencvaros: 2019, 2020
- Campionato ungherese: 3

Szolnok: 2016, 2017
Ferencvaros: 2019
- Coppe Italia: 4

Pro Recco: 2020-21, 2021-22, 2022-23, 2024-25

#### Trofei internazionali
- LEN Champions League: 5

Szolnok: 2016-17
Ferencvaros: 2018-19
Pro Recco: 2020-21, 2021-22, 2022-23
- Supercoppa LEN: 6

Szolnok: 2017
Ferencvaros: 2018, 2019
Pro Recco: 2021, 2022, 2023
- Coppe LEN: 1

Pro Recco: 2024-25
- Tom Hoad Cup: 2

Fremantle: 2008
Szeged: 2010